# 後宮淳
後宮 淳（うしろく じゅん）は、日本の陸軍軍人。最終階級は陸軍大将。

## 経歴
京都府北桑田郡神吉村（南丹市八木町神吉）出身。1884年（明治17年）、農業・後宮力の四男として生まれる。大阪陸軍地方幼年学校、中央幼年学校を経て、1905年3月、陸軍士官学校（17期）を卒業（同期に東条英機、前田利為）、翌月、歩兵少尉任官。歩兵第38連隊付、陸士生徒隊付などを経て、1917年11月、陸軍大学校（29期）を卒業した。
関東都督府付、第3師団参謀、第5師団参謀、参謀本部員（鉄道班）、欧州出張、関東軍司令部付（南満州鉄道嘱託）、第4師団参謀長などを歴任。
1934年3月、陸軍少将に進級。参謀本部第三部長を経て1935年8月に陸軍省人事局長に就任。翌1936年の二・二六事件勃発を受けて、寺内寿一陸相のもと、その後の粛軍人事に当たる。1937年3月には同軍務局長に転ずる。同年7月の支那事変に当たってはいわゆる不拡大派に属したが、省内を纏めることは出来ず紛糾を招いた。同年8月、陸軍中将に進む。
その後は第26師団長、第4軍司令官、南支那方面軍司令官、支那派遣軍総参謀長を歴任している。太平洋戦争の開戦前には悪化する一方の日米関係を憂い、日米戦争を回避しようとしアメリカが要求する日本軍の中国からの撤兵の条件について、「この際、撤兵の条件を呑むことも、大した問題ではないと考える」との意見を披歴しているが、陸軍中央からは無視された。
1942年8月、陸軍大将に進む。中部軍司令官を経て、1944年2月、軍事参議官兼参謀次長に就任。後述のように東條英機首相兼陸相が国務と統帥の一元化を図り、参謀総長を兼任した際に、陸士同期で幼年学校以来の友である後宮を第一次長（作戦担当）に起用したものである。東條の信頼を受け参謀本部の日常業務を切り回した。参謀次長就任時にはすでに陸軍大将であったが、この事例は陸海軍を通じてきわめて異例である。東條首相兼陸相が新たに参謀総長を兼任した、これまた異例の時期に実現した次長二人制の中での大将次長であった（兵站担当の第二次長秦彦三郎は中将）。
1944年7月、サイパン失陥によって倒閣運動が勢いを増すと、東條は重臣らの求めに応じ参謀総長兼任を中止して内閣の延命を図った。そこで自身の替わりとして後宮に参謀総長を譲ろうとし、14日に内奏まで進むが昭和天皇に危惧され、富永恭次、服部卓四郎ら省部側近からも異論が出て、結局は梅津美治郎が参謀総長となった。また東條が退陣して小磯内閣が発足する際に新陸相の候補に名前が挙がったが、小磯国昭と共に大命を受けた海相候補の米内光政が「そんな東條の身代わりみたいなのが新陸相なら僕は辞める」と言ったため幻に終わった。同年3月には航空総監・航空本部長を兼ねる。同年7月の東條退陣後は第3方面軍司令官となり、在任中に終戦を奉天で迎えた。ソ連軍の進攻にあたって、防衛線を朝鮮国境近くの山岳丘陵地帯まで後退するという関東軍司令部の方針に反対、自方面軍だけでも戦うことを主張していたが、十分な戦力が集まらず、司令部から説得に来た高杉参謀に、涙を呑んで総軍の方針に従うと言って、抗戦を断念した。この件で、現地の居留邦人らからは、言ったことがあてにならないと見られたともいう。
1945年12月2日、連合国軍最高司令官総司令部は日本政府に対し秦と共に後宮を逮捕するよう命令（第三次逮捕者59名中の1人）したが、シベリア抑留中であったため不起訴となった。1956年12月26日に復員した。国内では1948年1月に公職追放の仮指定を受けた。
1963年から1968年まで日本郷友連盟会長の職に在った。1971年からは日本軍装研究会の初代会長を務め、在任中の1973年（昭和48年）に死去した。

## 栄典
位階
- 1937年（昭和12年）9月1日 - 従四位[12]
- 1939年（昭和14年）9月15日 - 正四位[13]

勲章
- 1938年（昭和13年）8月13日 - 勲一等瑞宝章[14]
- 1940年（昭和15年）12月12日 - 旭日大綬章[15]
- 功二級金鵄勲章

## 家族
- 父：後宮力　神吉村の地主で農家[3]
- 長兄：後宮信太郎（1873-1959）　台湾で建材営造業を経営し、東邦人造繊維、台湾レンガ、高砂ビール、北投窯業、台湾製紙など多数の企業の創業社長であり、台北州協議会員、台湾総督府評議会員等の要職に選抜されるなど、日本統治時代の在台湾日系資本の要人[16]。買い取った台湾の鉱山で金を掘り当てたことから「金山王」の異名を持つ[3]。実子はなく養子に水産会社などを営んだ後宮末男と、ブラジルに渡りコーヒー地主となった後宮武雄[17]。
- 長男：後宮虎郎（外交官　駐大韓民国特命全権大使として、文世光事件の事態収拾にあたった）
- 二男：後宮二郎（陸軍少尉・48期[1]　式典での軍人勅諭奉読中に読み間違いをし、1936年12月[1]に歩兵第61聯隊内で拳銃自殺したとして、さすがに行きすぎという事で問題になり、大々的に報道された。しかし、同聯隊の先輩、大岸頼好大尉の逮捕に抗議しての自決という説もあり、現在も真相は不明である）
- 三男：後宮三郎[要出典]

## 親族
- 従甥：後宮俊夫（海軍大尉、日本基督教団の牧師）[注 1]
- 親戚：後宮敬爾（霊南坂教会9代目牧師、俊夫の息子）

## 君の名は
終戦後に大ヒットしたNHKの連続ラジオ番組『君の名は』の主人公の姓「あとみや」は、原作者の菊田一夫が後宮家の前を通りかかった際に表札を見て、その姓の利用を思いつき、許可を得て使用したという。